# Бурхан Нізам-шах III
Бурхан Нізам-шах III (1605 — 1631) — 12-й султан Ахмеднагарського султанату у 1610—1631 роках.

## Життєпис
Син Муртази Нізам-шаха II та можливо доньки пешви Маліка Амбара. Народився 1605 року. 1610 року після отруєння батька пешвою був поставлений на трон. Фактична влада зосередилася в Маліка Амбара. 1611 року малолітній султан разом з пешвою перебрався до новою столиці Джуннар.
Протягом значної частини його панування Малік Амбар вів війну проти Імперії Великих Моголів, але 1620 року вимшуен був відмовитися від областей Балагхат, Ахмаднагара та інших фортець, сплатити 12 млн рупій та визнати могольську зверхність. На той час повнолітній султан продовжував залишатися поза політичним впливом в державі, що його гнітило.
1626 року після смерті Маліка Амбара його посаду пешви успадкував син Фатех-хан, що визвало невдоволення знаті. Цими обставинами вирішив скористатися султан, почавши інтригувати проти нього. Також підтримував повстання та інші виступи. Зрештою Фатех-хан 1631 року організував вбивство Бурхана Нізам-шаха III, поставивши на трон його сина Хусейна Нізам-шаха III.